# Il'ja Ivanjuk
Il'ja Dmitrievič Ivanjuk (in russo Илья Дмитриевич Иванюк?; Krasnyj, 9 marzo 1993) è un altista russo, medaglia di bronzo ai Mondiali di Doha 2019 e agli Europei di Berlino 2018 in rappresentanza degli Atleti Neutrali Autorizzati.

## Palmarès
| Anno                                                | Manifestazione   | Sede    | Evento        | Risultato | Prestazione | Note                          |
| --------------------------------------------------- | ---------------- | ------- | ------------- | --------- | ----------- | ----------------------------- |
| In rappresentanza della Russia                      |                  |         |               |           |             |                               |
| 2013                                                | Europei under 23 | Tampere | Salto in alto | 6º        | 2,21 m      |                               |
| 2015                                                | Europei under 23 | Tallinn | Salto in alto | Oro       | 2,30 m      | Miglior prestazione personale |
| In rappresentanza degli Atleti Neutrali Autorizzati |                  |         |               |           |             |                               |
| 2017                                                | Mondiali         | Londra  | Salto in alto | 6º        | 2,25 m      |                               |
| 2018                                                | Europei          | Berlino | Salto in alto | Bronzo    | 2,31 m      | Miglior prestazione personale |
| 2019                                                | Europei indoor   | Glasgow | Salto in alto | 9º (q)    | 2,25 m      |                               |
| 2019                                                | Mondiali         | Doha    | Salto in alto | Bronzo    | 2,35 m      | Miglior prestazione personale |
| 2021                                                | Giochi olimpici  | Tokyo   | Salto in alto | 9º        | 2,30 m      |                               |